# Vuurtoren op Tanjung Layar

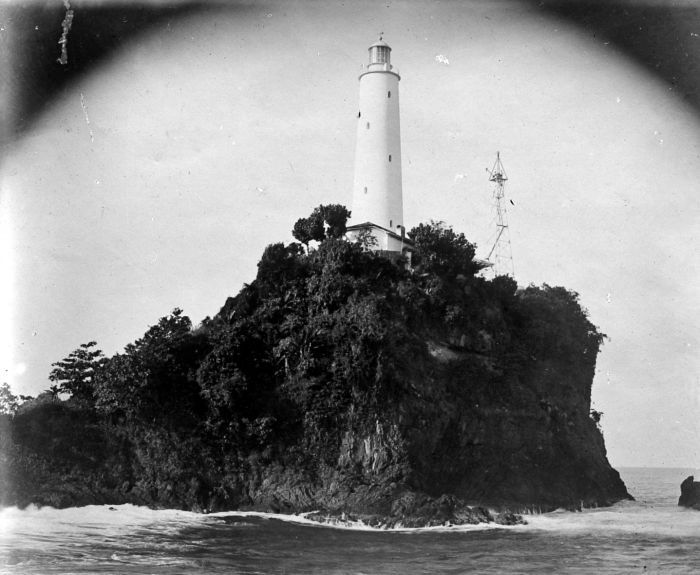
Vuurtoren op Tanjung Layar.

De vuurtoren op Tanjung Layar (Oorspronkelijk Vuurtoren op Java’s Eerste Punt) is een gietijzeren vuurtoren op het eiland Tanjung Layar voor de westkust van het Indonesisch eiland Java vlak bij het Ujung Kulon Nationaal Park. De vuurtoren is gebouwd in 1906 door de regering van het toenmalige Nederlands-Indië, nadat twee eerdere torens door aardbevingen werden verwoest.